# Marco Furfaro
Marco Furfaro (Pistoia, 19 giugno 1980) è un politico italiano, deputato alla Camera per il Partito Democratico nella XIX legislatura.
Dal marzo 2023 è membro della segreteria nazionale del Partito Democratico con la delega di Responsabile iniziative politiche, Contrasto alle diseguaglianze, Welfare.

## Biografia
Nato a Pistoia da padre di origine calabrese e madre toscana, cresciuto ad Agliana (PT), si è laureato in economia aziendale all'Università degli Studi di Firenze nel 2004 con una tesi sul ruolo e l'influenza del Fondo Monetario Internazionale nella crisi finanziaria asiatica.
Ha lavorato come cooperante a Mostar, poi a Bruxelles per quattro anni è stato collaboratore e assistente parlamentare dell'europarlamentare Umberto Guidoni.

## Attività politica
Nel 2009 collabora alla fondazione del nascente partito Sinistra e Libertà guidato da Nichi Vendola che diventa successivamente Sinistra Ecologia Libertà.
A seguito delle elezioni regionali italiane del 2010, svolge le funzioni di coordinatore regionale di SEL per il Lazio e membro della presidenza nazionale con delega a movimenti e politiche giovanili. Membro della segreteria nazionale del partito dal 2013, è stato confermato nel secondo congresso nazionale di SEL, svoltosi a Riccione nel gennaio 2014.
Alle elezioni regionali nel Lazio del 2013 è stato candidato tra le liste di SEL, a sostegno della candidatura dell'ex presidente della Provincia di Roma Nicola Zingaretti, ottenendo 4.741 preferenze e risultando il candidato più votato a Roma nella circoscrizione di Roma.
A marzo 2014 annuncia la sua candidatura nella circoscrizione Italia centrale per L'Altra Europa con Tsipras, la lista elettorale costituitasi in occasione delle elezioni europee del 2014 a sostegno della candidatura di Alexis Tsipras alla presidenza della Commissione europea. Nella circoscrizione centro con quasi 23.862 preferenze risulta il primo dei non eletti. Prima di lui per numero di preferenze Barbara Spinelli, che nel momento della formalizzazione delle candidature aveva dichiarato che avrebbe rinunciato al seggio, cambiando poi idea e accettandolo. Spinelli era stata eletta sia nella circoscrizione Italia centrale che in quella meridionale, ed opta per la prima, lasciando fuori Furfaro e lasciando invece libero il posto ad Eleonora Forenza.
Con lo scioglimento di SEL, e la trasformazione del gruppo parlamentare Sinistra Italiana (composto da fuoriusciti dal PD) in partito politico dove confluisce SEL agli inizi del 2017, non vi aderisce, ma è fra i promotori di Campo Progressista con Giuliano Pisapia. Nel febbraio 2018 dà vita, con Laura Boldrini, alla rete di associazioni, comitati e liste civiche Futura, di cui diviene coordinatore.

### Adesione al PD e ingresso in segreteria
Nel marzo 2019, dopo l'elezione di Nicola Zingaretti a segretario nazionale del Partito Democratico, Furfaro aderisce a tale formazione, entrando in direzione nazionale.
Il 12 gennaio 2023, in vista delle elezioni primarie del PD del 2023, viene nominato portavoce nazionale della mozione della deputata del PD Elly Schlein, che porterà alla vittoria con il 53,75% dei voti. In seguito all'elezione di Schlein a segretaria del PD, diventa membro della segreteria nazionale del PD con la delega di Responsabile iniziative politiche, Contrasto alle diseguaglianze e Welfare. 

### Attività Parlamentare
Alle elezioni politiche anticipate del 2022 viene candidato alla Camera dei deputati, tra le liste del Partito Democratico - Italia Democratica e Progressista nel collegio plurinominale Toscana - 01 in seconda posizione, risultando eletto deputato. Nella XIX legislatura è componente della 12ª Commissione Affari sociali e del Comitato per la comunicazione e l'informazione esterna. 
Con un emendamento alla legge di bilancio 2023 propone il Reddito alimentare che viene approvato nella legge di bilancio 2023. Ha presentato, inoltre, la proposta di legge sul diritto all’oblio oncologico approvata dalla Camera dei Deputati in prima lettura e in via definitiva dal Senato il 5 dicembre 2023. Con un ordine del giorno e poi con un emendamento al Decreto INPS ed Enti pubblici, ambedue approvati, ottiene la stabilizzazione a tempo indeterminato dei lavoratori precari delle Irccs e Izs.
Il 25 giugno 2024, la Camera dei Deputati approva all'unanimità la sua proposta di legge per riconoscere il diritto al medico di base alle persone senza dimora. Il 6 novembre, con l'approvazione in via definitiva del Senato della Repubblica, diventa ufficialmente legge dello Stato.

## Vita privata
Convive con Maria Pia Pizzolante, anche lei impegnata in politica, con la quale ha avuto due figli: Mattia e Leo.